# Кортузо, Джакомо Антонио
Джа́комо Анто́нио Корту́зо, или Корту́зи (итал. Giacomo Antonio Cortuso (Cortusi, Cartusi), лат. Jacobus Antonius Cortusus, 1513, Падуя, — 10 или 21 июня 1603, Падуя) — итальянский ботаник и врач.

## Жизненный путь
Родился в богатой падуанской семье, за особые заслуги в войне Венеции с домом Каррара (итал. Carraresi) пользовавшейся особыми привилегиями, включая освобождение от налогов. Отец учёного Маттео Кортузо состоял в переписке со многими известными людьми своего времени.
О воспитании и образовании Кортузо известно мало: обучался медицине, но более интересовался естественными науками и в особенности ботаникой, в которой был самоучкой.
В 1575 году, когда в Венеция свирепствовала страшная чума, унёсшая жизни двенадцати тысяч человек в Падуе и пятидесяти тысяч в Венеции, руководил лекарским делом в родном городе. При этом проявил недюжинную энергию и силу, не чувствуя, однако, поддержки со стороны коллег-медиков (кое-кто из них просто бежал, спасаясь от чумы), шёл на риск и в конце концов сам заболел лихорадкой. Ему удалось исцелиться только благодаря заботе дочери и внучки, которые давали ему настои целебных трав.
10 ноября 1590 года венецианский сенат назначил Кортузо хранителем и директором падуанского ботанического сада (итал. Orto botanico di Padova), основанного за полвека до того и считающегося старейшим в Европе. Кортузо полностью посвятил себя уходу за садом. Благодаря ему сад замечательно развился. Продолжая работу, начатую его предшественниками, Кортузо в 1590 году обнёс сад вкруговую стеной, чтобы избежать опасности затопления. Через два года под его руководством была отремонтирована оросительная система из свинцовых труб. Кортузо продолжил деятельность по обогащению сада новыми растениями. В конце века их насчитывалось уже более двух тысяч, в том числе ливанский кедр, который в других странах Европы был введён в культуру лишь в первой половине XVII века.
Для сбора новых видов растений Кортузо осуществил ряд поездок по Италии, Словении, Сирии, островам Эгейского моря и многим другим местам. Иные растения Кортузо получал по обмену с ведущими ботаниками того времени, как в Италии, так и за рубежом.
Кортузо был дружен с Альдрованди, Клузиусом, Маттиоли, Иоганном и Каспаром Баугинами, Конрадом Геснером, Маттиасом Л’Обелем, Додоэнсом и многими другими. Он посылал им редкие растения, а они, в свою очередь, одаривали его семенами, гербарными образцами растений, рисунками, окаменелостями и прочим. Известно, например, что Геснер получил от него несколько растений; редкие и экзотические растения получил Альдрованди. Переписка была полна новостей о растениях, их происхождении, советов о выращивании их; учёные обменивались мнениями о новых ботанических книгах, обсуждали планы ознакомительных поездок. Клузиус писал, что в 1580 году получил от Кортузо множество растений. Маттиоли в благодарность за материалы предложил дать имя Кортузо одному из редких, в то время малоизвестных растений семейства Первоцветные с красными или фиолетовыми цветками. Ныне это растение известно как Cortusa matthioli (такое название ему дал К. Линней; Турнефор называл его Auricula Ursi laciniata seu Cortusa Matthioli). Это первый случай, когда растению было дано имя учёного-ботаника.
Кортузо скончался в Падуе 10 или 21 июня 1603 года, вероятно, от апоплексического удара и был похоронен в церкви Сан-Франческо без надгробного камня. Его преемником на посту директора ботанического сада стал Просперо Альпини.
За пределами узкого круга ботаников Кортузо не был широко известен в своё время, отчасти потому, что не издавал свои основные работы, за исключением L'horto dei semplici di Padova, где можно узнать о форме и размерах 1068 растений и их частей (издана в Венеции в 1591 году, а затем во Франкфурте в 1608 году под редакцией Иоганна Георга Шенка и под названием Hortus Patavinus), и малоизвестного комментария к Диоскориду, посвящённого Маттиоли (I discorsi nei sei libri della materia medicinale di Pedacio Dioscoride Anazarbeo, издан в Венеции в 1568 году), где впервые указана Кортуза.
Его вклад в науку связан, в дополнение к видам растений, которые он впервые описал (Cortusa, Doronicum, Satyrion Erythronium, Helianthus annuus и т. д.), с Ботаническим садом в Падуе. Его призывы, выраженные в письмах, распространять подобные сады в других городах, нашли благодатную почву в Италии — в Риме и Ферраре — и других странах.

## Увековечение памяти
Именем Кортузо названа улица в Риме.

## Научные труды
- L'Horto dei semplici di Padoua, oue si vede primieramente la forma di tutta la pianta con le sue misure : & indi i suoi partimenti distinti per numeri in ciascuna arella, intagliato in rame. — In Venetia: Appresso Girolamo Porro, 1591. — 144 p.